# Клубний чемпіонат світу з футболу 2025
Клубний чемпіонат світу з футболу 2025 року (англ. 2025 FIFA Club World Cup) — футбольний турнір, який відбувся з 14 червня по 13 липня 2025 року. Це перший розіграш Клубного чемпіонату світу з футболу за новим форматом, в якому беруть участь 32 клуби з шести континентальних конфедерацій.
Турнір мав пройти з 17 червня по 4 липня 2021 року, однак ФІФА перенесла змагання на більш пізній рік, як результат перенесення чемпіонату Європи та Кубка Америки, які були перенесено з середини 2020 року на середину 2021 року через пандемію COVID-19.
Переможцем турніру вдруге стала англійська команда «Челсі», яка у фіналі здолала французьку команду «Парі Сен-Жермен» з рахунком 3:0.

## Зміна формату турніру
Ще наприкінці 2016 року президент ФІФА Джанні Інфантіно запропонував розширення Клубного чемпіонату світу на 32 команди, починаючи з 2019 року, а перенесення матчів на червень-липень буде більш збалансованим та привабливішим для телерадіомовників та спонсорів. Наприкінці 2017 року ФІФА обговорила пропозиції щодо розширення змагань до 24 команд, який би пройшов 2021 року. Він замінив Кубок конфедерацій 2021 року і надалі повинен так само проводитись раз на чотири роки, а не щорічно, як клубний чемпіонат світу проходив до цього.
15 березня 2019 року на засіданні Ради ФІФА у Маямі, штат Флорида, США, новий формат та графік проведення клубного чемпіонату світу було підтверджено. Турнір мав розпочатись з матчу плей-оф між чемпіоном країни-господаря та представником ОФК для визначення останнього 24 учасника. Після цього усі команди будуть розділені на вісім груп по три команди. Переможці груп кваліфікуються до чвертьфіналу і за системою на виліт визначатимуть чемпіона турніру. Після міжнародного вікна, з 31 травня по 8 червня 2021 року (для кваліфікації чемпіонату світу 2022 та фіналів Ліги націй 2021 року) турнір мав пройти з 17 червня по 4 липня, замінивши Кубок конфедерацій 2021 року. При цьому Кубок африканських націй 2021 і Золотий кубок КОНКАКАФ 2021 були перенесені на більш пізній період з 5 по 31 липня 2021 року.
Однак Асоціація європейських клубів виступила проти цього рішення, і пропонує європейським клубам бойкотувати новий турнір.

### Перенесення дати турніру
У березні 2020 року чемпіонат Європи та Кубок Америки, заплановані на червень та липень 2020 року, були перенесені до червня та липня 2021 року через пандемію пандемію COVID-19. Оскільки нові дати цих турнірів збіглися із запланованим клубним чемпіонатом світу, ФІФА оголосила, що оновлений клубний чемпіонат світу буде перенесений на 2022 або 2023 роки 4 грудня 2020 року ФІФА оголосила, що клубний чемпіонат світу відбудеться наприкінці 2021 року, а його господарем буде Японія, і використовуватиметься попередній формат з семи команд. За підсумками зустрічі президент ФІФА Джанні Інфантіно сказав, що розширений клубний чемпіонат світу в Китаї «все ще стоїть на порядку денному, ми просто не вирішили, коли він відбудеться».
16 грудня 2022 року було оголошено, що турнір буде розширено до 32 клубів, а також підтверджено його проведення у 2025 році в країні, яка ще не визначена. Але пропозиція має бути затверджена шістьма конфедераціями. Пропоноване розширення було розкритиковане FIFPRO, глобальною спілкою професійних гравців, а також Форумом світових ліг, який представляє професійні ліги; обидві організації висловили занепокоєння щодо добробуту гравців через додавання матчів у вже перевантажений ігровий календар. Ла-Ліга, ліга вищого дивізіону Іспанії, також розкритикувала план і заявила в своїй заяві, що розгляне судовий позов, щоб заблокувати розширення.

## Визначення господаря турніру
3 червня 2019 року ФІФА оголосила, що проаналізує та активізує пошук потенційних господарів для дебютного розіграшу розширеного формату клубного чемпіонату світу. Китай був одноголосно обраний господарями турніру Виконавчим комітетом ФІФА на своєму засіданні в Шанхаї, Китай, 24 жовтня 2019 року, але через пандемію COVID-19 23 червня 2023, ФІФА підтвердила Сполучені Штати Америки господарем турніру як підготовка до Чемпіонату світу 2026.

## Учасники
Розподіл квот за конфедераціями було затверджено 24 жовтня 2019 року. Процедура відбору учасників турніру буде вирішена після консультацій між ФІФА та усіма шістьма конфедераціями.
- КАФ (Африка): 3 (буде надано трійці найкращих команд Ліги чемпіонів КАФ)[20]
- АФК (Азія): 2,5 (буде надано двом фіналістам Ліги чемпіонів АФК, не включаючи приймаючу країну. За третю путівку боротимуться дві команди, що програли у півфіналі Ліги чемпіонів АФК[21], переможець яких зіграє у плей-оф проти єдиного представника від ОФК)
- УЄФА (Європа): 8
- КОНКАКАФ (Північна та Центральна Америка та Кариби): 3
- ОФК (Океанія): 0,5
- КОНМЕБОЛ (Південна Америка): 6
- Країна-господар: 1[21]

Після збільшення кількості учасників до 32 розподіл квот став неактуальним і 14 лютого 2023 року Рада ФІФА схвалила новий розподіл для турніру 2025 року на основі «набору об'єктивних показників і критеріїв».
- КАФ (Африка): 4
- АФК (Азія): 4
- УЄФА (Європа): 12
- КОНКАКАФ (Північна та Центральна Америка та Кариби): 4
- ОФК (Океанія): 1
- КОНМЕБОЛ (Південна Америка): 6
- Країна-господар: 1

| Конфедерація         | Команда             | Кваліфікація                                              | Дата кваліфікації | К-ть участей                                                                     |
| -------------------- | ------------------- | --------------------------------------------------------- | ----------------- | -------------------------------------------------------------------------------- |
| АФК (4 команди)      | Аль-Гіляль          | Переможець Ліги чемпіонів АФК 2021                        | 14 березня 2023   | 4 (Попередні: 2019, 2021, 2022)                                                  |
| АФК (4 команди)      | Урава Ред Даймондс  | Переможець Ліги чемпіонів АФК 2022                        | 6 травня 2023     | 4 (Попередні: 2007, 2017, 2023)                                                  |
| АФК (4 команди)      | Аль-Айн             | Переможець Ліги чемпіонів АФК 2023—2024                   | 25 травня 2024    | 2 (Попередні: 2018)                                                              |
| АФК (4 команди)      | Ульсан Хьонде       | Рейтинг АФК за останні 4 роки                             | 17 квітня 2024    | 3 (Попередні: 2012, 2020)                                                        |
| КАФ (4 команди)      | Аль-Аглі            | Переможець Ліги чемпіонів КАФ 2020—2021                   | 14 березня 2023   | 10 (Попередні: 2005, 2006, 2008, 2012, 2013, 2020, 2021, 2022, 2023)             |
| КАФ (4 команди)      | Відад               | Переможець Ліги чемпіонів КАФ 2021—2022                   | 14 березня 2023   | 3 (Попередні: 2017, 2022)                                                        |
| КАФ (4 команди)      | Есперанс            | Рейтинг КАФ за останні 4 роки                             | 26 квітня 2024    | 4 (Попередні: 2011, 2018, 2019)                                                  |
| КАФ (4 команди)      | Мамелоді Сандаунз   | Рейтинг КАФ за останні 4 роки                             | 26 квітня 2024    | 2 (Попередні: 2016)                                                              |
| КОНКАКАФ (4 команди) | Монтеррей           | Переможець Ліги чемпіонів КОНКАКАФ 2021                   | 14 березня 2023   | 6 (Попередні: 2011, 2012, 2013, 2019, 2021)                                      |
| КОНКАКАФ (4 команди) | Сіетл Саундерз      | Переможець Ліги чемпіонів КОНКАКАФ 2022                   | 14 березня 2023   | 2 (Попередні: 2022)                                                              |
| КОНКАКАФ (4 команди) | Леон                | Переможець Ліги чемпіонів КОНКАКАФ 2023                   | 4 червня 2023     | 2 (Попередні: 2023)                                                              |
| КОНКАКАФ (4 команди) | Пачука              | Переможець Ліги чемпіонів КОНКАКАФ 2024                   | 1 червня 2024     | 5 (Попередні: 2007, 2008, 2010, 2017)                                            |
| КОНКАКАФ (4 команди) | Лос-Анджелес        | Переможець матчу плей-оф                                  | 31 травня 2025    | 1                                                                                |
| КОНМЕБОЛ (6 команд)  | Палмейрас           | Переможець Кубка Лібертадорес 2021                        | 14 березня 2023   | 3 (Попередні: 2020, 2021)                                                        |
| КОНМЕБОЛ (6 команд)  | Фламенгу            | Переможець Кубка Лібертадорес 2022                        | 14 березня 2023   | 3 (Попередні: 2019, 2022)                                                        |
| КОНМЕБОЛ (6 команд)  | Флуміненсе          | Переможець Кубка Лібертадорес 2023                        | 4 листопада 2023  | 2 (Попередні: 2023)                                                              |
| КОНМЕБОЛ (6 команд)  | Ботафогу            | Переможець Кубка Лібертадорес 2024                        | 30 листопада 2024 | 1                                                                                |
| КОНМЕБОЛ (6 команд)  | Рівер Плейт         | Рейтинг КОНМЕБОЛ за останні 4 роки                        | 14 травня 2024    | 3 (Попередні: 2015, 2018)                                                        |
| КОНМЕБОЛ (6 команд)  | Бока Хуніорс        | Рейтинг КОНМЕБОЛ за останні 4 роки                        | 22 серпня 2024    | 2 (Попередні: 2007)                                                              |
| ОФК (1 команда)      | Окленд Сіті         | Найкращий переможець Ліги чемпіонів ОФК за останні 4 роки | 17 грудня 2023    | 12 (Попередні: 2006, 2009, 2011, 2012, 2013, 2014, 2015, 2016, 2017, 2022, 2023) |
| УЄФА (12 команд)     | Челсі               | Переможець Ліги чемпіонів УЄФА 2020—2021                  | 14 березня 2023   | 3 (Попередні: 2012, 2021)                                                        |
| УЄФА (12 команд)     | Реал Мадрид         | Переможець Ліги чемпіонів УЄФА 2021—2022                  | 14 березня 2023   | 7 (Попередні: 2000, 2014, 2016, 2017, 2018, 2022)                                |
| УЄФА (12 команд)     | Манчестер Сіті      | Переможець Ліги чемпіонів УЄФА 2022—2023                  | 10 червня 2023    | 2 (Попередні: 2023)                                                              |
| УЄФА (12 команд)     | Баварія             | Рейтинг УЄФА за останні 4 роки                            | 17 грудня 2023    | 3 (Попередні: 2013, 2020)                                                        |
| УЄФА (12 команд)     | Парі Сен-Жермен     | Рейтинг УЄФА за останні 4 роки                            | 17 грудня 2023    | 1                                                                                |
| УЄФА (12 команд)     | Інтер               | Рейтинг УЄФА за останні 4 роки                            | 17 грудня 2023    | 2 (Попередні: 2010)                                                              |
| УЄФА (12 команд)     | Порту               | Рейтинг УЄФА за останні 4 роки                            | 17 грудня 2023    | 1                                                                                |
| УЄФА (12 команд)     | Бенфіка             | Рейтинг УЄФА за останні 4 роки                            | 17 грудня 2023    | 1                                                                                |
| УЄФА (12 команд)     | Боруссія (Дортмунд) | Рейтинг УЄФА за останні 4 роки                            | 6 березня 2024    | 1                                                                                |
| УЄФА (12 команд)     | Ювентус             | Рейтинг УЄФА за останні 4 роки                            | 12 березня 2024   | 1                                                                                |
| УЄФА (12 команд)     | Атлетіко (Мадрид)   | Рейтинг УЄФА за останні 4 роки                            | 16 квітня 2024    | 1                                                                                |
| УЄФА (12 команд)     | Ред Булл            | Рейтинг УЄФА за останні 4 роки                            | 17 квітня 2024    | 1                                                                                |
| Господар (1 команда) | Інтер Маямі         | Переможець МЛС Supporters' Shield 2024                    | 19 жовтня 2024    | 1                                                                                |

## Стадіони
28 вересня 2024 року ФІФА оголосила про місце проведення турніру на дванадцяти стадіонах у одинадцятьох містах.
| Пасадіна              | Іст-Ратерфорд         | Шарлотт                 |
| --------------------- | --------------------- | ----------------------- |
| Роуз Боул             | Мет-Лайф Стедіум      | Бенк оф Америка Стедіум |
| Місткість: 89,702     | Місткість: 82,500     | Місткість: 74,867       |
|                       |                       |                         |
| Атланта               | Сіетл                 | Філадельфія             |
| Мерседес-Бенц Стедіум | Люмен Філд            | Лінкольн Файненшл філд  |
| Місткість: 71,000     | Місткість: 68,740     | Місткість: 67,594       |
|                       |                       |                         |
| Маямі                 | Орландо               | Орландо                 |
| Хард Рок Стедіум      | Кемпінг Ворлд Стедіум | Орландо Сіті Стедіум    |
| Місткість: 64,767     | Місткість: 60,219     | Місткість: 25,500       |
|                       |                       |                         |
| Нашвілл               | Цинциннаті            | Вашингтон               |
| Парк Геодіс           | Стадіон TQL           | Ауді Філд               |
| Місткість: 30,109     | Місткість: 26,000     | Місткість: 20,000       |
|                       |                       |                         |

| - 1 Атланта - 2 Шарлотт - 3 Цинциннаті - 4 Іст-Ратерфорд - 5 Маямі - 6 Нашвілл | - 7 Орландо - 8 Пасадіна - 9 Філадельфія - 10 Сіетл - 11 Вашингтон |

## Кошики
| Команди         | Конфедерації | Очки |
| --------------- | ------------ | ---- |
| Манчестер Сіті  | УЄФА         | 123  |
| Реал Мадрид     | УЄФА         | 119  |
| Баварія         | УЄФА         | 108  |
| Парі Сен-Жермен | УЄФА         | 85   |
| Фламенгу        | КОНМЕБОЛ     | 141  |
| Палмейрас       | КОНМЕБОЛ     | 140  |
| Рівер Плейт     | КОНМЕБОЛ     | 103  |
| Флуміненсе      | КОНМЕБОЛ     | 97   |

| Команди             | Конфедерації | Очки |
| ------------------- | ------------ | ---- |
| Челсі               | УЄФА         | 79   |
| Боруссія (Дортмунд) | УЄФА         | 79   |
| Інтер               | УЄФА         | 76   |
| Порту               | УЄФА         | 68   |
| Атлетіко (Мадрид)   | УЄФА         | 67   |
| Бенфіка             | УЄФА         | 52   |
| Ювентус             | УЄФА         | 47   |
| Ред Булл            | УЄФА         | 40   |

| Команди       | Конфедерації | Очки |
| ------------- | ------------ | ---- |
| Аль-Гіляль    | АФК          | 118  |
| Ульсан Хьонде | АФК          | 81   |
| Аль-Аглі      | КАФ          | 140  |
| Відад         | КАФ          | 108  |
| Монтеррей     | КОНКАКАФ     | 52   |
| Леон          | КОНКАКАФ     | 47   |
| Бока Хуніорс  | КОНМЕБОЛ     | 71   |
| Ботафогу      | КОНМЕБОЛ     | 37   |

| Команди            | Конфедерації | Очки |
| ------------------ | ------------ | ---- |
| Урава Ред Даймондс | АФК          | 49   |
| Аль-Айн            | АФК          | 43   |
| Есперанс           | КАФ          | 100  |
| Мамелоді Сандаунз  | КАФ          | 98   |
| Пачука             | КОНКАКАФ     | 34   |
| Сіетл Саундерз     | КОНКАКАФ     | 28   |
| Окленд Сіті        | ОФК          | 66   |
| Інтер Маямі        | Господар     | Н/Д  |

## Груповий етап

### Група A
| Поз | Команда     | І | В | Н | П | ГЗ | ГП | РГ | О | Кваліфікація     |
| --- | ----------- | - | - | - | - | -- | -- | -- | - | ---------------- |
| 1   | Палмейрас   | 3 | 1 | 2 | 0 | 4  | 2  | +2 | 5 | Вихід до Плей-оф |
| 2   | Інтер Маямі | 3 | 1 | 2 | 0 | 4  | 3  | +1 | 5 | Вихід до Плей-оф |
| 3   | Порту       | 3 | 0 | 2 | 1 | 5  | 6  | −1 | 2 |                  |
| 4   | Аль-Аглі    | 3 | 0 | 2 | 1 | 4  | 6  | −2 | 2 |                  |

| 14 червня 2025 8:00 EDT |

| Аль-Аглі | 0–0      | Інтер Маямі |
| -------- | -------- | ----------- |
|          | Протокол |             |

| Хард Рок Стедіум, Маямі Глядачів: 60 927 Арбітр: Аліреза Фагані (Австралія) |

| 15 червня 2025 6:00 EDT |

| Палмейрас | 0–0      | Порту |
| --------- | -------- | ----- |
|           | Протокол |       |

| Мет-Лайф Стедіум, Іст-Ратерфорд Глядачів: 46 275 Арбітр: Саїд Мартінес (Гондурас) |

| 19 червня 2025 12:00 EDT |

| Палмейрас                      | 2–0      | Аль-Аглі |
| ------------------------------ | -------- | -------- |
| - Абу-Алі 49' (аг) - Лопес 59' | Протокол |          |

| Мет-Лайф Стедіум, Іст-Ратерфорд Глядачів: 35 179 Арбітр: Ентоні Тейлор (Англія) |

| 19 червня 2025 3:00 EDT |

| Інтер Маямі               | 2–1      | Порту               |
| ------------------------- | -------- | ------------------- |
| - Сеговія 47' - Мессі 54' | Протокол | Омородіон 8' (пен.) |

| Мерседес-Бенц Стедіум, Атланта Глядачів: 31 783 Арбітр: Крістіан Гарай (Чилі) |

| 23 червня 2025 9:00 EDT |

| Інтер Маямі                | 2–2      | Палмейрас                     |
| -------------------------- | -------- | ----------------------------- |
| - Альєнде 16' - Суарес 65' | Протокол | - Паулінью 80' - Маурісіо 87' |

| Хард Рок Стедіум, Маямі Глядачів: 60 914 Арбітр: Шимон Марциняк (Польща) |

| 23 червня 2025 9:00 EDT |

| Порту                                             | 4–4      | Аль-Аглі                                          |
| ------------------------------------------------- | -------- | ------------------------------------------------- |
| - Мора 23' - Гомес 50' - Омородіон 53' - Пепе 89' | Протокол | - Абу-Алі 15', 45+2' (пен.), 51' - Бен Ромдан 64' |

| Мет-Лайф Стедіум, Іст-Ратерфорд Глядачів: 39 893 Арбітр: Хесус Валенсуела (Венесуела) |

### Група B
| Поз | Команда           | І | В | Н | П | ГЗ | ГП | РГ | О | Кваліфікація     |
| --- | ----------------- | - | - | - | - | -- | -- | -- | - | ---------------- |
| 1   | Парі Сен-Жермен   | 3 | 2 | 0 | 1 | 6  | 1  | +5 | 6 | Вихід до Плей-оф |
| 2   | Ботафогу          | 3 | 2 | 0 | 1 | 3  | 2  | +1 | 6 | Вихід до Плей-оф |
| 3   | Атлетіко (Мадрид) | 3 | 2 | 0 | 1 | 4  | 5  | −1 | 6 |                  |
| 4   | Сіетл Саундерз    | 3 | 0 | 0 | 3 | 2  | 7  | −5 | 0 |                  |

1. 1 2 3  Різниця м'ячів в особистих матчах: Парі Сен-Жермен +3, Ботафогу 0, Атлетіко Мадрид –3.

| 15 червня 2025 12:00 PDT |

| Парі Сен-Жермен                                                  | 4–0      | Атлетіко (Мадрид) |
| ---------------------------------------------------------------- | -------- | ----------------- |
| - Фабіан 19' - Вітінья 45+1' - Меюлю 87' - Лі Канін 90+7' (пен.) | Протокол |                   |

| Роуз Боул, Пасадена Глядачів: 80 619 Арбітр: Іштван Ковач (Румунія) |

| 15 червня 2025 7:00 PDT |

| Ботафогу                     | 2–1      | Сіетл Саундерз |
| ---------------------------- | -------- | -------------- |
| - Кунья 28' - Ігор Жезус 44' | Протокол | К. Ролдан 75'  |

| Люмен Філд, Сіетл Глядачів: 30 151 Арбітр: Гленн Нюберг (Швеція) |

| 19 червня 2025 3:00 PDT |

| Сіетл Саундерз | 1–3      | Атлетіко (Мадрид)                |
| -------------- | -------- | -------------------------------- |
| Руснак 50'     | Протокол | - Барріос 11', 55' - Вітсель 47' |

| Люмен Філд, Сіетл Глядачів: 51 636 Арбітр: Яель Фалькон (Аргентина) |

| 19 червня 2025 6:00 PDT |

| Парі Сен-Жермен | 0–1      | Ботафогу       |
| --------------- | -------- | -------------- |
|                 | Протокол | Ігор Жезус 36' |

| Роуз Боул, Пасадена Глядачів: 53 699 Арбітр: Дрю Фішер (Канада) |

| 23 червня 2025 12:00 PDT |

| Сіетл Саундерз | 0–2      | Парі Сен-Жермен                |
| -------------- | -------- | ------------------------------ |
|                | Протокол | - Кварацхелія 35' - Хакімі 66' |

| Люмен Філд, Сіетл Глядачів: 50 628 Арбітр: Крістіан Гарай (Чилі) |

| 23 червня 2025 12:00 PDT |

| Атлетіко (Мадрид) | 1–0      | Ботафогу |
| ----------------- | -------- | -------- |
| Грізманн 87'      | Протокол |          |

| Роуз Боул, Пасадена Глядачів: 22 992 Арбітр: Сезар Рамос (Мексика) |

### Група C
| Поз | Команда      | І | В | Н | П | ГЗ | ГП | РГ  | О | Кваліфікація     |
| --- | ------------ | - | - | - | - | -- | -- | --- | - | ---------------- |
| 1   | Бенфіка      | 3 | 2 | 1 | 0 | 9  | 2  | +7  | 7 | Вихід до Плей-оф |
| 2   | Баварія      | 3 | 2 | 0 | 1 | 12 | 2  | +10 | 6 | Вихід до Плей-оф |
| 3   | Бока Хуніорс | 3 | 0 | 2 | 1 | 4  | 5  | −1  | 2 |                  |
| 4   | Окленд Сіті  | 3 | 0 | 1 | 2 | 1  | 17 | −16 | 1 |                  |

| 15 червня 2025 12:00 EDT |

| Баварія                                                                                       | 10–0     | Окленд Сіті |
| --------------------------------------------------------------------------------------------- | -------- | ----------- |
| - Коман 6', 21' - Бой 18' - Олізе 20', 45+3' - Мюллер 45', 89' - Мусіала 67', 73' (пен.), 84' | Протокол |             |

| Стадіон TQL, Цинциннаті Глядачів: 21 152 Арбітр: Ісса Сі (Сенегал) |

| 16 червня 2025 6:00 EDT |

| Бока Хуніорс                    | 2–2      | Бенфіка                                |
| ------------------------------- | -------- | -------------------------------------- |
| - Мерентіель 21' - Батталья 27' | Протокол | - Ді Марія 45+3' (пен.) - Отаменді 84' |

| Хард Рок Стедіум, Маямі Глядачів: 55 574 Арбітр: Сезар Артуро Рамос (Мексика) |

| 20 червня 2025 12:00 EDT |

| Бенфіка                                                                               | 6–0      | Окленд Сіті |
| ------------------------------------------------------------------------------------- | -------- | ----------- |
| - Ді Марія 45+8' (пен.), 90+8' (пен.) - Павлідіс 53' - Санчеш 63' - Баррейру 76', 78' | Протокол |             |

| Орландо Сіті Стедіум, Орландо Глядачів: 6 730 Арбітр: Салман Фалахі (Катар) |

| 20 червня 2025 9:00 EDT |

| Баварія                | 2–1      | Бока Хуніорс   |
| ---------------------- | -------- | -------------- |
| - Кейн 18' - Олізе 84' | Протокол | Мерентіель 66' |

| Хард Рок Стедіум, Маямі Глядачів: 63 587 Арбітр: Аліреза Фагані (Австралія) |

| 24 червня 2025 2:00 CDT |

| Окленд Сіті | 1–1      | Бока Хуніорс    |
| ----------- | -------- | --------------- |
| Грей 52'    | Протокол | Герроу 26' (аг) |

| Парк Геодіс, Нашвілл Глядачів: 16 899 Арбітр: Гленн Нюберг (Швеція) |

| 24 червня 2025 3:00 EDT |

| Бенфіка       | 1–0      | Баварія |
| ------------- | -------- | ------- |
| Шельдеруп 13' | Протокол |         |

| Бенк оф Америка Стедіум, Шарлотт Глядачів: 33 287 Арбітр: Франсуа Летексьє (Франція) |

### Група D
| Поз | Команда      | І | В | Н | П | ГЗ | ГП | РГ | О | Кваліфікація     |
| --- | ------------ | - | - | - | - | -- | -- | -- | - | ---------------- |
| 1   | Фламенгу     | 3 | 2 | 1 | 0 | 6  | 2  | +4 | 7 | Вихід до Плей-оф |
| 2   | Челсі        | 3 | 2 | 0 | 1 | 6  | 3  | +3 | 6 | Вихід до Плей-оф |
| 3   | Есперанс     | 3 | 1 | 0 | 2 | 1  | 5  | −4 | 3 |                  |
| 4   | Лос-Анджелес | 3 | 0 | 1 | 2 | 1  | 4  | −3 | 1 |                  |

| 16 червня 2025 3:00 EDT |

| Челсі                      | 2–0      | Лос-Анджелес |
| -------------------------- | -------- | ------------ |
| - Нету 34' - Фернандес 79' | Протокол |              |

| Мерседес-Бенц Стедіум, Атланта Глядачів: 22 137 Арбітр: Хесус Валенсуела (Венесуела) |

| 16 червня 2025 9:00 EDT |

| Фламенгу                         | 2–0      | Есперанс |
| -------------------------------- | -------- | -------- |
| - Де Арраскаета 17' - Араужо 70' | Протокол |          |

| Лінкольн Файненшл філд, Філадельфія Глядачів: 25 797 Арбітр: Данні Маккелі (Нідерланди) |

| 20 червня 2025 2:00 EDT |

| Фламенгу                                        | 3–1      | Челсі    |
| ----------------------------------------------- | -------- | -------- |
| - Бруно Енріке 62' - Даніло 65' - Воллес Ян 83' | Протокол | Нету 13' |

| Лінкольн Файненшл філд, Філадельфія Глядачів: 54 619 Арбітр: Іван Бартон (Сальвадор) |

| 20 червня 2025 5:00 CDT |

| Лос-Анджелес | 0–1      | Есперанс    |
| ------------ | -------- | ----------- |
|              | Протокол | Белаїлі 70' |

| Парк Геодіс, Нашвілл Глядачів: 13 651 Арбітр: Еспен Ескос (Норвегія) |

| 24 червня 2025 9:00 EDT |

| Лос-Анджелес | 1–1      | Фламенгу      |
| ------------ | -------- | ------------- |
| Буанга 84'   | Протокол | Воллес Ян 86' |

| Кемпінг Ворлд Стедіум, Орландо Глядачів: 32 933 Арбітр: Салман Фалахі (Катар) |

| 24 червня 2025 9:00 EDT |

| Есперанс | 0–3      | Челсі                                           |
| -------- | -------- | ----------------------------------------------- |
|          | Протокол | - Адарабіойо 45+3' - Делап 45+5' - Джордж 90+7' |

| Лінкольн Файненшл філд, Філадельфія Глядачів: 32 967 Арбітр: Яель Фалькон (Аргентина) |

### Група E
| Поз | Команда            | І | В | Н | П | ГЗ | ГП | РГ | О | Кваліфікація     |
| --- | ------------------ | - | - | - | - | -- | -- | -- | - | ---------------- |
| 1   | Інтер              | 3 | 2 | 1 | 0 | 5  | 2  | +3 | 7 | Вихід до Плей-оф |
| 2   | Монтеррей          | 3 | 1 | 2 | 0 | 5  | 1  | +4 | 5 | Вихід до Плей-оф |
| 3   | Рівер Плейт        | 3 | 1 | 1 | 1 | 3  | 3  | 0  | 4 |                  |
| 4   | Урава Ред Даймондс | 3 | 0 | 0 | 3 | 2  | 9  | −7 | 0 |                  |

| 17 червня 2025 12:00 PDT |

| Рівер Плейт                            | 3–1      | Урава Ред Даймондс |
| -------------------------------------- | -------- | ------------------ |
| - Колідіо 12' - Дріуссі 48' - Меса 73' | Протокол | Мацуо 58' (пен.)   |

| Люмен Філд, Сіетл Глядачів: 11 974 Арбітр: Фелікс Цваєр (Німеччина) |

| 17 червня 2025 6:00 PDT |

| Монтеррей | 1–1      | Інтер           |
| --------- | -------- | --------------- |
| Рамос 25' | Протокол | Л. Мартінес 42' |

| Роуз Боул, Пасадена Глядачів: 40 311 Арбітр: Вілтон Сампайо (Бразилія) |

| 21 червня 2025 12:00 PDT |

| Інтер                             | 2–1      | Урава Ред Даймондс |
| --------------------------------- | -------- | ------------------ |
| - Л. Мартінес 78' - Карбоні 90+2' | Протокол | Ватанабе 11'       |

| Люмен Філд, Сіетл Глядачів: 25 090 Арбітр: Дахан Бейда (Мавританія) |

| 21 червня 2025 6:00 PDT |

| Рівер Плейт | 0–0      | Монтеррей |
| ----------- | -------- | --------- |
|             | Протокол |           |

| Роуз Боул, Пасадена Глядачів: 57 393 Арбітр: Славко Винчич (Словенія) |

| 25 червня 2025 6:00 PDT |

| Інтер                             | 2–0      | Рівер Плейт |
| --------------------------------- | -------- | ----------- |
| - Ф. Еспозіто 72' - Бастоні 90+3' | Протокол |             |

| Люмен Філд, Сіетл Глядачів: 45 135 Арбітр: Ілгіз Танташев (Узбекистан) |

| 25 червня 2025 6:00 PDT |

| Урава Ред Даймондс | 0–4      | Монтеррей                                        |
| ------------------ | -------- | ------------------------------------------------ |
|                    | Протокол | - Деосса 30' - Бертераме 34', 90+7' - Корона 39' |

| Роуз Боул, Пасадена Глядачів: 14 312 Арбітр: Фелікс Цваєр (Німеччина) |

### Група F
| Поз | Команда             | І | В | Н | П | ГЗ | ГП | РГ | О | Кваліфікація     |
| --- | ------------------- | - | - | - | - | -- | -- | -- | - | ---------------- |
| 1   | Боруссія (Дортмунд) | 3 | 2 | 1 | 0 | 5  | 3  | +2 | 7 | Вихід до Плей-оф |
| 2   | Флуміненсе          | 3 | 1 | 2 | 0 | 4  | 2  | +2 | 5 | Вихід до Плей-оф |
| 3   | Мамелоді Сандаунз   | 3 | 1 | 1 | 1 | 4  | 4  | 0  | 4 |                  |
| 4   | Ульсан Хьонде       | 3 | 0 | 0 | 3 | 2  | 6  | −4 | 0 |                  |

| 17 червня 2025 12:00 EDT |

| Флуміненсе | 0–0      | Боруссія (Дортмунд) |
| ---------- | -------- | ------------------- |
|            | Протокол |                     |

| Мет-Лайф Стедіум, Іст-Ратерфорд Глядачів: 34 736 Арбітр: Ілгіз Танташев (Узбекистан) |

| 17 червня 2025 6:00 EDT |

| Ульсан Хьонде | 0–1      | Мамелоді Сандаунз |
| ------------- | -------- | ----------------- |
|               | Протокол | Райнерс 36'       |

| Кемпінг Ворлд Стедіум, Орландо Глядачів: 3 412 Арбітр: Клеман Тюрпен (Франція) |

| 21 червня 2025 12:00 EDT |

| Мамелоді Сандаунз                        | 3–4      | Боруссія (Дортмунд)                                        |
| ---------------------------------------- | -------- | ---------------------------------------------------------- |
| - Рібейро 11' - Райнерс 62' - Мотіба 90' | Протокол | - Нмеча 16' - Гірассі 34' - Беллінгем 45' - Мудау 59' (аг) |

| Стадіон TQL, Цинциннаті Глядачів: 14 006 Арбітр: Майкл Олівер (Англія) |

| 21 червня 2025 6:00 EDT |

| Флуміненсе                                          | 4–2      | Ульсан Хьонде                         |
| --------------------------------------------------- | -------- | ------------------------------------- |
| - Аріас 27' - Нонато 66' - Фрейтес 83' - Кено 90+2' | Протокол | - Лі Джин Хьон 37' - Ум Вон Сан 45+3' |

| Мет-Лайф Стедіум, Іст-Ратерфорд Глядачів: 29 321 Арбітр: Хуан Габріель Бенітес (Парагвай) |

| 25 червня 2025 3:00 EDT |

| Боруссія (Дортмунд) | 1–0      | Ульсан Хьонде |
| ------------------- | -------- | ------------- |
| Свенссон 36'        | Протокол |               |

| Стадіон TQL, Цинциннаті Глядачів: 8 239 Арбітр: Торі Пенсо (США) |

| 25 червня 2025 3:00 EDT |

| Мамелоді Сандаунз | 0–0      | Флуміненсе |
| ----------------- | -------- | ---------- |
|                   | Протокол |            |

| Хард Рок Стедіум, Маямі Глядачів: 14 312 Арбітр: Ентоні Тейлор (Англія) |

### Група G
| Поз | Команда        | І | В | Н | П | ГЗ | ГП | РГ  | О | Кваліфікація     |
| --- | -------------- | - | - | - | - | -- | -- | --- | - | ---------------- |
| 1   | Манчестер Сіті | 3 | 3 | 0 | 0 | 13 | 2  | +11 | 9 | Вихід до Плей-оф |
| 2   | Ювентус        | 3 | 2 | 0 | 1 | 11 | 6  | +5  | 6 | Вихід до Плей-оф |
| 3   | Аль-Айн        | 3 | 1 | 0 | 2 | 2  | 12 | −10 | 3 |                  |
| 4   | Відад          | 3 | 0 | 0 | 3 | 2  | 8  | −6  | 0 |                  |

| 18 червня 2025 12:00 EDT |

| Манчестер Сіті        | 2–0      | Відад |
| --------------------- | -------- | ----- |
| - Фоден 2' - Доку 42' | Протокол |       |

| Лінкольн Файненшл філд, Філадельфія Глядачів: 37 446 Арбітр: Рамон Абатті (Бразилія) |

| 18 червня 2025 9:00 EDT |

| Аль-Айн | 0–5      | Ювентус                                                  |
| ------- | -------- | -------------------------------------------------------- |
|         | Протокол | - Коло Муані 11', 45+4' - Консейсан 21', 58' - Їлдиз 31' |

| Ауді Філд, Вашингтон Глядачів: 18 161 Арбітр: Торі Пенсо (США) |

| 22 червня 2025 12:00 EDT |

| Ювентус                                                    | 4–1      | Відад    |
| ---------------------------------------------------------- | -------- | -------- |
| - Бутуїль 6' (аг) - Їлдиз 16', 69' - Влахович 90+4' (пен.) | Протокол | Лорч 25' |

| Лінкольн Файненшл філд, Філадельфія Глядачів: 31 975 Арбітр: Саїд Мартінес (Гондурас) |

| 22 червня 2025 9:00 EDT |

| Манчестер Сіті                                                                 | 6–0      | Аль-Айн |
| ------------------------------------------------------------------------------ | -------- | ------- |
| - Гюндоган 8', 73' - Ечеверрі 27' - Голанн 45+5' (пен.) - Бобб 84' - Шеркі 89' | Протокол |         |

| Мерседес-Бенц Стедіум, Атланта Глядачів: 40 392 Арбітр: Мустафа Горбаль (Алжир) |

| 26 червня 2025 3:00 EDT |

| Ювентус                         | 2–5      | Манчестер Сіті                                                   |
| ------------------------------- | -------- | ---------------------------------------------------------------- |
| - Копмейнерс 11' - Влахович 84' | Протокол | - Доку 9' - Калулу 26' (аг) - Голанн 52' - Фоден 69' - Савіо 75' |

| Кемпінг Ворлд Стедіум, Орландо Глядачів: 54 320 Арбітр: Клеман Тюрпен (Франція) |

| 26 червня 2025 3:00 EDT |

| Відад      | 1–2      | Аль-Айн                        |
| ---------- | -------- | ------------------------------ |
| Майлула 4' | Протокол | - Лаба 45+1' (пен.) - Каку 50' |

| Ауді Філд, Вашингтон Глядачів: 10 785 Арбітр: Дрю Фішер (Канада) |

### Група H
| Поз | Команда     | І | В | Н | П | ГЗ | ГП | РГ | О | Кваліфікація     |
| --- | ----------- | - | - | - | - | -- | -- | -- | - | ---------------- |
| 1   | Реал Мадрид | 3 | 2 | 1 | 0 | 7  | 2  | +5 | 7 | Вихід до Плей-оф |
| 2   | Аль-Гіляль  | 3 | 1 | 2 | 0 | 3  | 1  | +2 | 5 | Вихід до Плей-оф |
| 3   | Ред Булл    | 3 | 1 | 1 | 1 | 2  | 4  | −2 | 4 |                  |
| 4   | Пачука      | 3 | 0 | 0 | 3 | 2  | 7  | −5 | 0 |                  |

| 18 червня 2025 3:00 EDT |

| Реал Мадрид   | 1–1      | Аль-Гіляль       |
| ------------- | -------- | ---------------- |
| Г. Гарсія 34' | Протокол | Невіш 41' (пен.) |

| Хард Рок Стедіум, Маямі Глядачів: 62 415 Арбітр: Факундо Тельйо (Аргентина) |

| 18 червня 2025 6:00 EDT |

| Пачука       | 1–2      | Ред Булл                 |
| ------------ | -------- | ------------------------ |
| Гонсалес 56' | Протокол | - Глух 42' - Онісіво 76' |

| Стадіон TQL, Цинциннаті Глядачів: 5 282 Арбітр: Мустафа Горбаль (Алжир) |

| 22 червня 2025 3:00 EDT |

| Реал Мадрид                                 | 3–1      | Пачука       |
| ------------------------------------------- | -------- | ------------ |
| - Беллінгем 35' - Гюлер 43' - Вальверде 70' | Протокол | Монтіель 80' |

| Бенк оф Америка Стедіум, Шарлотт Глядачів: 70 248 Арбітр: Рамон Абатті (Бразилія) |

| 22 червня 2025 6:00 EDT |

| Ред Булл | 0–0      | Аль-Гіляль |
| -------- | -------- | ---------- |
|          | Протокол |            |

| Ауді Філд, Вашингтон Глядачів: 16 167 Арбітр: Вілтон Сампайо (Бразилія) |

| 26 червня 2025 8:00 CDT |

| Аль-Гіляль                                  | 2–0      | Пачука |
| ------------------------------------------- | -------- | ------ |
| - С. Ад-Давсарі 22' - Маркос Леонардо 90+5' | Протокол |        |

| Парк Геодіс, Нашвілл Глядачів: 14 147 Арбітр: Данні Маккелі (Нідерланди) |

| 26 червня 2025 9:00 EDT |

| Ред Булл | 0–3      | Реал Мадрид                                      |
| -------- | -------- | ------------------------------------------------ |
|          | Протокол | - Вінісіус 40' - Вальверде 45+3' - Г. Гарсія 84' |

| Лінкольн Файненшл філд, Філадельфія Глядачів: 64 811 Арбітр: Дахан Бейда (Мавританія) |

## Плей-оф
|  | 1/8 фіналу              | 1/8 фіналу              |                          |   | Чвертьфінали | Чвертьфінали |  |  | Півфінали | Півфінали |  |  | Фінал | Фінал |
|  |                         |                         |                          |   |              |              |  |  |           |           |  |  |       |       |
|  | 28 червня – Філадельфія |                         |                          |   |              |              |  |  |           |           |  |  |       |       |
|  |                         |                         |                          |   |              |              |  |  |           |           |  |  |       |       |
|  | Палмейрас (дч)          | 1                       |                          |   |              |              |  |  |           |           |  |  |       |       |
|  | Палмейрас (дч)          | 1                       | 4 липня – Філадельфія    |   |              |              |  |  |           |           |  |  |       |       |
|  | Ботафогу                | 0                       |                          |   |              |              |  |  |           |           |  |  |       |       |
|  | Ботафогу                | 0                       | Палмейрас                | 1 |              |              |  |  |           |           |  |  |       |       |
|  | 28 червня – Шарлотт     |                         | Палмейрас                | 1 |              |              |  |  |           |           |  |  |       |       |
|  |                         | Челсі                   | 2                        |   |              |              |  |  |           |           |  |  |       |       |
|  | Бенфіка                 | Челсі                   | 2                        | 1 |              |              |  |  |           |           |  |  |       |       |
|  | Бенфіка                 |                         | 8 липня – Іст-Ратерфорд  | 1 |              |              |  |  |           |           |  |  |       |       |
|  | Челсі (дч)              | 4                       |                          |   |              |              |  |  |           |           |  |  |       |       |
|  | Челсі (дч)              | 4                       | Флуміненсе               | 0 |              |              |  |  |           |           |  |  |       |       |
|  | 30 червня – Шарлотт     |                         | Флуміненсе               | 0 |              |              |  |  |           |           |  |  |       |       |
|  |                         | Челсі                   | 2                        |   |              |              |  |  |           |           |  |  |       |       |
|  | Інтер                   | Челсі                   | 2                        | 0 |              |              |  |  |           |           |  |  |       |       |
|  | Інтер                   | 4 липня – Орландо       |                          | 0 |              |              |  |  |           |           |  |  |       |       |
|  | Флуміненсе              | 2                       |                          |   |              |              |  |  |           |           |  |  |       |       |
|  | Флуміненсе              | 2                       | Флуміненсе               | 2 |              |              |  |  |           |           |  |  |       |       |
|  | 30 червня – Орландо     |                         | Флуміненсе               | 2 |              |              |  |  |           |           |  |  |       |       |
|  |                         | Аль-Гіляль              | 1                        |   |              |              |  |  |           |           |  |  |       |       |
|  | Манчестер Сіті          | Аль-Гіляль              | 1                        | 3 |              |              |  |  |           |           |  |  |       |       |
|  | Манчестер Сіті          |                         | 13 липня – Іст-Ратерфорд | 3 |              |              |  |  |           |           |  |  |       |       |
|  | Аль-Гіляль (дч)         | 4                       |                          |   |              |              |  |  |           |           |  |  |       |       |
|  | Аль-Гіляль (дч)         | 4                       | Челсі                    | 3 |              |              |  |  |           |           |  |  |       |       |
|  | 29 червня – Атланта     |                         | Челсі                    | 3 |              |              |  |  |           |           |  |  |       |       |
|  |                         | Парі Сен-Жермен         | 0                        |   |              |              |  |  |           |           |  |  |       |       |
|  | Парі Сен-Жермен         | Парі Сен-Жермен         | 0                        | 4 |              |              |  |  |           |           |  |  |       |       |
|  | Парі Сен-Жермен         | 5 липня – Атланта       |                          | 4 |              |              |  |  |           |           |  |  |       |       |
|  | Інтер Маямі             | 0                       |                          |   |              |              |  |  |           |           |  |  |       |       |
|  | Інтер Маямі             | 0                       | Парі Сен-Жермен          | 2 |              |              |  |  |           |           |  |  |       |       |
|  | 29 червня – Маямі       |                         | Парі Сен-Жермен          | 2 |              |              |  |  |           |           |  |  |       |       |
|  |                         | Баварія                 | 0                        |   |              |              |  |  |           |           |  |  |       |       |
|  | Фламенгу                | Баварія                 | 0                        | 2 |              |              |  |  |           |           |  |  |       |       |
|  | Фламенгу                |                         | 9 липня – Іст-Ратерфорд  | 2 |              |              |  |  |           |           |  |  |       |       |
|  | Баварія                 | 4                       |                          |   |              |              |  |  |           |           |  |  |       |       |
|  | Баварія                 | 4                       | Парі Сен-Жермен          | 4 |              |              |  |  |           |           |  |  |       |       |
|  | 1 липня – Маямі         |                         | Парі Сен-Жермен          | 4 |              |              |  |  |           |           |  |  |       |       |
|  |                         | Реал Мадрид             | 0                        |   |              |              |  |  |           |           |  |  |       |       |
|  | Реал Мадрид             | Реал Мадрид             | 0                        | 1 |              |              |  |  |           |           |  |  |       |       |
|  | Реал Мадрид             | 5 липня – Іст-Ратерфорд |                          | 1 |              |              |  |  |           |           |  |  |       |       |
|  | Ювентус                 | 0                       |                          |   |              |              |  |  |           |           |  |  |       |       |
|  | Ювентус                 | 0                       | Реал Мадрид              | 3 |              |              |  |  |           |           |  |  |       |       |
|  | 1 липня – Атланта       |                         | Реал Мадрид              | 3 |              |              |  |  |           |           |  |  |       |       |
|  |                         | Боруссія (Дортмунд)     | 2                        |   |              |              |  |  |           |           |  |  |       |       |
|  | Боруссія (Дортмунд)     | Боруссія (Дортмунд)     | 2                        | 2 |              |              |  |  |           |           |  |  |       |       |
|  | Боруссія (Дортмунд)     |                         |                          | 2 |              |              |  |  |           |           |  |  |       |       |
|  | Монтеррей               | 1                       |                          |   |              |              |  |  |           |           |  |  |       |       |
|  | Монтеррей               | 1                       |                          |   |              |              |  |  |           |           |  |  |       |       |

### 1/8 фіналу
| 28 червня 2025 12:00 EDT |

| Палмейрас     | 1–0 (дч) | Ботафогу |
| ------------- | -------- | -------- |
| Паулінью 100' | Протокол |          |

| Лінкольн Файненшл філд, Філадельфія Глядачів: 33 657 Арбітр: Франсуа Летексьє (Франція) |

| 28 червня 2025 4:00 EDT |

| Бенфіка               | 1–4 (дч) | Челсі                                                       |
| --------------------- | -------- | ----------------------------------------------------------- |
| Ді Марія 90+5' (пен.) | Протокол | - Джеймс 64' - Нкунку 108' - Нету 114' - Дьюзбері-Голл 117' |

| Бенк оф Америка Стедіум, Шарлотт Глядачів: 25 929 Арбітр: Славко Винчич (Словенія) |

| 29 червня 2025 12:00 EDT |

| Парі Сен-Жермен                                  | 4–0      | Інтер Маямі |
| ------------------------------------------------ | -------- | ----------- |
| - Невіш 6', 39' - Авілес 44' (аг) - Хакімі 45+3' | Протокол |             |

| Мерседес-Бенц Стедіум, Атланта Глядачів: 65 574 Арбітр: Вілтон Сампайо (Бразилія) |

| 29 червня 2025 4:00 EDT |

| Фламенгу                            | 2–4      | Баварія                                        |
| ----------------------------------- | -------- | ---------------------------------------------- |
| - Жерсон 33' - Жоржиньйо 55' (пен.) | Протокол | - Пульгар 6' (аг) - Кейн 9', 73' - Горецка 41' |

| Хард Рок Стедіум, Маямі Глядачів: 60 914 Арбітр: Майкл Олівер (Англія) |

| 30 червня 2025 3:00 EDT |

| Інтер | 0–2      | Флуміненсе                |
| ----- | -------- | ------------------------- |
|       | Протокол | - Кано 3' - Еркулес 90+3' |

| Бенк оф Америка Стедіум, Шарлотт Глядачів: 20 030 Арбітр: Іван Бартон (Сальвадор) |

| 30 червня 2025 9:00 EDT |

| Манчестер Сіті                       | 3–4 (дч) | Аль-Гіляль                                              |
| ------------------------------------ | -------- | ------------------------------------------------------- |
| - Сілва 9' - Голанн 55' - Фоден 104' | Протокол | - Маркос Леонардо 46', 112' - Малком 52' - Кулібалі 94' |

| Кемпінг Ворлд Стедіум, Орландо Глядачів: 42 311 Арбітр: Хесус Валенсуела (Венесуела) |

| 1 липня 2025 3:00 EDT |

| Реал Мадрид   | 1–0      | Ювентус |
| ------------- | -------- | ------- |
| Г. Гарсія 54' | Протокол |         |

| Хард Рок Стедіум, Маямі Глядачів: 62 149 Арбітр: Шимон Марциняк (Польща) |

| 1 липня 2025 9:00 EDT |

| Боруссія (Дортмунд) | 2–1      | Монтеррей       |
| ------------------- | -------- | --------------- |
| - Гірассі 14', 24'  | Протокол | - Бертераме 48' |

| Мерседес-Бенц Стедіум, Атланта Глядачів: 31 442 Арбітр: Факундо Тельйо (Аргентина) |

### Чвертьфінали
| 4 липня 2025 3:00 EDT |

| Флуміненсе                     | 2–1      | Аль-Гіляль          |
| ------------------------------ | -------- | ------------------- |
| - Мартінеллі 40' - Еркулес 70' | Протокол | Маркос Леонардо 51' |

| Кемпінг Ворлд Стедіум, Орландо Глядачів: 43 091 Арбітр: Данні Маккелі (Нідерланди) |

| 4 липня 2025 9:00 EDT |

| Палмейрас   | 1–2      | Челсі                            |
| ----------- | -------- | -------------------------------- |
| Естеван 53' | Протокол | - Палмер 16' - Вевертон 83' (аг) |

| Лінкольн Файненшл філд, Філадельфія Глядачів: 65 782 Арбітр: Аліреза Фагані (Австралія) |

| 5 липня 2025 12:00 EDT |

| Парі Сен-Жермен           | 2–0      | Баварія |
| ------------------------- | -------- | ------- |
| - Дуе 78' - Дембеле 90+6' | Протокол |         |

| Мерседес-Бенц Стедіум, Атланта Глядачів: 66 937 Арбітр: Ентоні Тейлор (Англія) |

| 5 липня 2025 4:00 EDT |

| Реал Мадрид                                    | 3–2      | Боруссія (Дортмунд)                 |
| ---------------------------------------------- | -------- | ----------------------------------- |
| - Г. Гарсія 10' - Ф. Гарсія 20' - Мбаппе 90+4' | Протокол | - Беєр 90+3' - Гірассі 90+8' (пен.) |

| Мет-Лайф Стедіум, Іст-Ратерфорд Глядачів: 76 611 Арбітр: Рамон Абатті (Бразилія) |

### Півфінали
| 8 липня 2025 3:00 EDT |

| Флуміненсе | 0–2      | Челсі               |
| ---------- | -------- | ------------------- |
|            | Протокол | Жуан Педро 18', 56' |

| Мет-Лайф Стедіум, Іст-Ратерфорд Глядачів: 70 556 Арбітр: Франсуа Летексьє (Франція) |

| 9 липня 2025 3:00 EDT |

| Парі Сен-Жермен                           | 4–0      | Реал Мадрид |
| ----------------------------------------- | -------- | ----------- |
| - Фабіан 6', 24' - Дембеле 9' - Рамуш 87' | Протокол |             |

| Мет-Лайф Стедіум, Іст-Ратерфорд Глядачів: 77 542 Арбітр: Шимон Марциняк (Польща) |

### Фінал
| 13 липня 2025 3:00 EDT |

| Челсі                              | 3–0      | Парі Сен-Жермен |
| ---------------------------------- | -------- | --------------- |
| - Палмер 22', 30' - Жуан Педро 43' | Протокол |                 |

| Мет-Лайф Стедіум, Іст-Резерфорд Глядачів: 81 118 Арбітр: Аліреза Фагані (Австралія) |

## Статистика

### Найкращі бомбардири
| Поз | Гравець          | Клуб                | Голи |
| --- | ---------------- | ------------------- | ---- |
| 1   | Анхель Ді Марія  | Бенфіка             | 4    |
| 1   | Гонсало Гарсія   | Реал Мадрид         | 4    |
| 1   | Серу Гірассі     | Боруссія (Дортмунд) | 4    |
| 1   | Маркос Леонардо  | Аль-Гіляль          | 4    |
| 5   | Вессам Абу-Алі   | Аль-Аглі            | 3    |
| 5   | Херман Бертераме | Монтеррей           | 3    |
| 5   | Філ Фоден        | Манчестер Сіті      | 3    |
| 5   | Ерлінг Голанн    | Манчестер Сіті      | 3    |
| 5   | Гаррі Кейн       | Баварія             | 3    |
| 5   | Джамал Мусіала   | Баварія             | 3    |
| 5   | Педру Нету       | Челсі               | 3    |
| 5   | Майкл Олізе      | Баварія             | 3    |
| 5   | Коул Палмер      | Челсі               | 3    |
| 5   | Жуан Педро       | Челсі               | 3    |
| 5   | Фабіан Руїс      | Парі Сен-Жермен     | 3    |
| 5   | Кенан Їлдиз      | Ювентус             | 3    |

## Підсумкова таблиця
Підсумкова таблиця визначається етапом, якого досяг клуб, та набраними очками.
| М             | Клуб                 | Гр | О  | І | В | Н | П | ГЗ | ГП | РГ  |
| ------------- | -------------------- | -- | -- | - | - | - | - | -- | -- | --- |
| Фінал         |                      |    |    |   |   |   |   |    |    |     |
| 1             | Челсі                | D  | 18 | 7 | 6 | 0 | 1 | 17 | 5  | +12 |
| 2             | Парі Сен-Жермен      | B  | 15 | 7 | 5 | 0 | 2 | 16 | 4  | +12 |
| Півфінал      |                      |    |    |   |   |   |   |    |    |     |
| 3             | Реал Мадрид          | H  | 13 | 6 | 4 | 1 | 1 | 11 | 8  | +3  |
| 4             | Флуміненсе           | F  | 11 | 6 | 3 | 2 | 1 | 8  | 5  | +3  |
| Чвертьфінали  |                      |    |    |   |   |   |   |    |    |     |
| 5             | Боруссія (Дортмунд)  | F  | 10 | 5 | 3 | 1 | 1 | 9  | 7  | +2  |
| 6             | Баварія (Мюнхен)     | C  | 9  | 5 | 3 | 0 | 2 | 16 | 6  | +10 |
| 7             | Аль-Гіляль (Ер-Ріяд) | H  | 8  | 5 | 2 | 2 | 1 | 8  | 6  | +2  |
| 8             | Палмейрас            | A  | 8  | 5 | 2 | 2 | 1 | 6  | 4  | +2  |
| 1/8 фіналу    |                      |    |    |   |   |   |   |    |    |     |
| 9             | Манчестер Сіті       | G  | 9  | 4 | 3 | 0 | 1 | 16 | 6  | +10 |
| 10            | Бенфіка              | B  | 7  | 4 | 2 | 1 | 1 | 10 | 6  | +4  |
| 11            | Фламенгу             | D  | 7  | 4 | 2 | 1 | 1 | 8  | 6  | +2  |
| 12            | Інтернаціонале       | E  | 7  | 4 | 2 | 1 | 1 | 5  | 4  | +1  |
| 13            | Ювентус              | G  | 6  | 4 | 2 | 0 | 2 | 11 | 7  | +4  |
| 14            | Ботафогу             | C  | 6  | 4 | 2 | 0 | 2 | 3  | 3  | 0   |
| 15            | Монтеррей            | E  | 5  | 4 | 1 | 2 | 1 | 6  | 3  | +3  |
| 16            | Інтер (Маямі)        | A  | 5  | 4 | 1 | 2 | 1 | 4  | 7  | –3  |
| Груповий етап |                      |    |    |   |   |   |   |    |    |     |
| 17            | Атлетіко (Мадрид)    | B  | 6  | 3 | 2 | 0 | 1 | 4  | 5  | –1  |
| 18            | Мамелоді Сандаунз    | F  | 4  | 3 | 1 | 1 | 1 | 4  | 4  | 0   |
| 19            | Рівер Плейт          | E  | 4  | 3 | 1 | 1 | 1 | 3  | 3  | 0   |
| 20            | Ред Булл (Зальцбург) | H  | 4  | 3 | 1 | 1 | 1 | 2  | 4  | –2  |
| 21            | Есперанс             | D  | 3  | 3 | 1 | 0 | 2 | 1  | 5  | –4  |
| 22            | Аль-Айн              | G  | 3  | 3 | 1 | 0 | 2 | 2  | 12 | –10 |
| 23            | Порту                | A  | 2  | 3 | 0 | 2 | 1 | 5  | 6  | –1  |
| 24            | Бока Хуніорс         | C  | 2  | 3 | 0 | 2 | 1 | 4  | 5  | –1  |
| 25            | Аль-Аглі (Каїр)      | A  | 2  | 3 | 0 | 2 | 1 | 4  | 6  | –2  |
| 26            | Лос-Анджелес         | D  | 1  | 3 | 0 | 1 | 2 | 1  | 4  | –3  |
| 27            | Окленд Сіті          | C  | 1  | 3 | 0 | 1 | 2 | 1  | 17 | –16 |
| 28            | Ульсан Хьонде        | F  | 0  | 3 | 0 | 0 | 3 | 2  | 6  | –4  |
| 29            | Пачука               | H  | 0  | 3 | 0 | 0 | 3 | 2  | 7  | –5  |
| 30            | Сіетл Саундерз       | B  | 0  | 3 | 0 | 0 | 3 | 2  | 7  | –5  |
| 31            | Відад                | G  | 0  | 3 | 0 | 0 | 3 | 2  | 8  | –6  |
| 32            | Урава Ред Даймондс   | E  | 0  | 3 | 0 | 0 | 3 | 2  | 9  | –7  |

## Нагороди

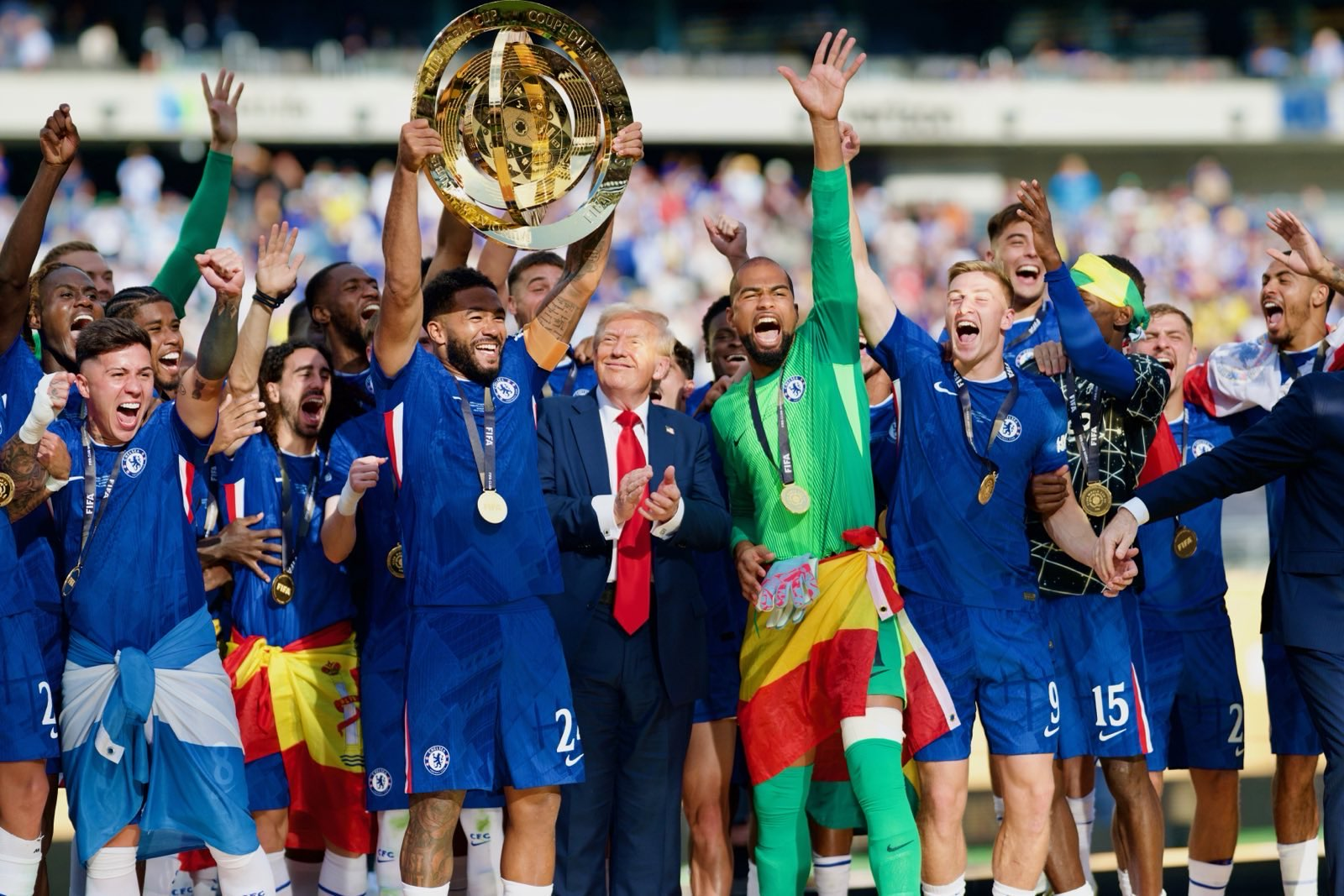
Гравці «Челсі» святкують перемогу на турнірі з трофеєм.

Після завершення турніру було вручено наступні нагороди:
| Золотий м'яч                   | Срібний м'яч              | Бронзовий м'яч         |
| ------------------------------ | ------------------------- | ---------------------- |
| Коул Палмер (Челсі)            | Вітінья (Парі Сен-Жермен) | Мойсес Кайседо (Челсі) |
| Нагорода найкращому бомбардиру |                           |                        |
| Гонсало Гарсія (Реал Мадрид)   |                           |                        |
| Золота рукавичка               |                           |                        |
| Роберт Санчес (Челсі)          |                           |                        |
| Нагорода молодого гравця ФІФА  |                           |                        |
| Дезіре Дуе (Парі Сен-Жермен)   |                           |                        |
| Трофей Фейр-плей ФІФА          |                           |                        |
| Баварія (Мюнхен)               |                           |                        |

ФІФА також визначала гравця матчу після кожної гри на турнірі:
| Матч | Гравець матчу           | Клуб                      | Суперник                  |
| ---- | ----------------------- | ------------------------- | ------------------------- |
| 1    | Оскар Устарі            | Інтер (Маямі)             | Аль-Аглі (Каїр)           |
| 2    | Майкл Олізе             | Баварія (Мюнхен)          | Окленд Сіті               |
| 3    | Вітінья                 | Парі Сен-Жермен           | Атлетіко (Мадрид)         |
| 4    | Естеван                 | Палмейрас                 | Порту                     |
| 5    | Ігор Жезус              | Ботафогу (Ріо-де-Жанейро) | Сіетл Саундерз            |
| 6    | Педру Нету              | Челсі                     | Лос-Анджелес              |
| 7    | Мігель Мерентіель       | Бока Хуніорс              | Бенфіка                   |
| 8    | Джорджіан Де Арраскаета | Фламенгу                  | Есперанс                  |
| 9    | Джон Аріас              | Флуміненсе                | Боруссія (Дортмунд)       |
| 10   | Факундо Колідіо         | Рівер Плейт               | Урава Ред Даймондс        |
| 11   | Ікраам Райнерс          | Мамелоді Сандаунз         | Ульсан Хьонде             |
| 12   | Серхіо Рамос            | Монтеррей                 | Інтернаціонале            |
| 13   | Філ Фоден               | Манчестер Сіті            | Відад                     |
| 14   | Гонсало Гарсія          | Реал Мадрид               | Аль-Гіляль (Ер-Ріяд)      |
| 15   | Оскар Глух              | Ред Булл (Зальцбург)      | Пачука                    |
| 16   | Рандаль Коло Муані      | Ювентус                   | Аль-Айн                   |
| 17   | Естеван                 | Палмейрас                 | Аль-Аглі (Каїр)           |
| 18   | Ліонель Мессі           | Інтер (Маямі)             | Порту                     |
| 19   | Пабло Барріос           | Атлетіко (Мадрид)         | Сіетл Саундерз            |
| 20   | Ігор Жезус              | Ботафогу (Ріо-де-Жанейро) | Парі Сен-Жермен           |
| 21   | Анхель Ді Марія         | Бенфіка                   | Окленд Сіті               |
| 22   | Бруно Енріке            | Фламенгу                  | Челсі                     |
| 23   | Юсеф Белаїлі            | Есперанс                  | Лос-Анджелес              |
| 24   | Гаррі Кейн              | Баварія (Мюнхен)          | Бока Хуніорс              |
| 25   | Джоб Беллінгем          | Боруссія (Дортмунд)       | Мамелоді Сандаунз         |
| 26   | Ватанабе Рьома          | Урава Ред Даймондс        | Інтернаціонале            |
| 27   | Джон Аріас              | Флуміненсе                | Ульсан Хьонде             |
| 28   | Франко Мастантуоно      | Рівер Плейт               | Монтеррей                 |
| 29   | Кенан Їлдиз             | Ювентус                   | Відад                     |
| 30   | Джуд Беллінгем          | Реал Мадрид               | Пачука                    |
| 31   | Яссін Буну              | Аль-Гіляль (Ер-Ріяд)      | Ред Булл (Зальцбург)      |
| 32   | Ілкай Гюндоган          | Манчестер Сіті            | Аль-Айн                   |
| 33   | Ашраф Хакімі            | Парі Сен-Жермен           | Сіетл Саундерз            |
| 34   | Антуан Грізманн         | Атлетіко (Мадрид)         | Ботафогу (Ріо-де-Жанейро) |
| 35   | Луїс Альберто Суарес    | Інтер (Маямі)             | Палмейрас                 |
| 36   | Вессам Абу-Алі          | Аль-Аглі (Каїр)           | Порту                     |
| 37   | Крістіан Грей           | Окленд Сіті               | Бока Хуніорс              |
| 38   | Анатолій Трубін         | Бенфіка                   | Баварія (Мюнхен)          |
| 39   | Джорджіан Де Арраскаета | Фламенгу                  | Лос-Анджелес              |
| 40   | Тосін Адарабіойо        | Челсі                     | Есперанс                  |
| 41   | Даніель Свенссон        | Боруссія (Дортмунд)       | Ульсан Хьонде             |
| 42   | Ігнасіо                 | Флуміненсе                | Мамелоді Сандаунз         |
| 43   | Франческо Піо Еспозіто  | Інтернаціонале            | Рівер Плейт               |
| 44   | Херман Бертераме        | Монтеррей                 | Урава Ред Даймондс        |
| 45   | Жеремі Доку             | Манчестер Сіті            | Ювентус                   |
| 46   | Коджо Фо-До Лаба        | Аль-Айн                   | Відад                     |
| 47   | Салім Ад-Давсарі        | Аль-Гіляль (Ер-Ріяд)      | Пачука                    |
| 48   | Вінісіус Жуніор         | Реал Мадрид               | Ред Булл (Зальцбург)      |
| 49   | Джон Фуртадо            | Ботафогу (Ріо-де-Жанейро) | Палмейрас                 |
| 50   | Мойсес Кайседо          | Челсі                     | Бенфіка                   |
| 51   | Жуан Невіш              | Парі Сен-Жермен           | Інтер (Маямі)             |
| 52   | Гаррі Кейн              | Баварія (Мюнхен)          | Фламенгу                  |
| 53   | Джон Аріас              | Флуміненсе                | Інтернаціонале            |
| 54   | Маркос Леонардо         | Аль-Гіляль (Ер-Ріяд)      | Манчестер Сіті            |
| 55   | Федеріко Вальверде      | Реал Мадрид               | Ювентус                   |
| 56   | Серу Гірассі            | Боруссія (Дортмунд)       | Монтеррей                 |
| 57   | Еркулес                 | Флуміненсе                | Аль-Гіляль (Ер-Ріяд)      |
| 58   | Естеван                 | Палмейрас                 | Челсі                     |
| 59   | Дезіре Дуе              | Парі Сен-Жермен           | Баварія (Мюнхен)          |
| 60   | Фран Гарсія             | Real Madrid               | Боруссія (Дортмунд)       |
| 61   | Жуан Педро              | Челсі                     | Флуміненсе                |
| 62   | Фабіан Руїс             | Парі Сен-Жермен           | Реал Мадрид               |
| 63   | Коул Палмер             | Челсі                     | Парі Сен-Жермен           |

## Виноски
1. 1 2 3  Спочатку «Леон» мав взяти участь у турнірі як переможець Ліги чемпіонів КОНКАКАФ 2023. 21 березня 2025 року команду було виключено зі змагань через порушення правил Апеляційного комітету ФІФА щодо володіння кількома клубами, оскільки «Леон» та «Пачука» мають одного власника. 6 травня 2025 року Спортивний арбітражний суд відхилив апеляції «Леона», «Пачуки» та «Алахуеленсе». ФІФА підтвердила виключення «Леона» та підтвердила, що переможець матчу плей-оф між командами «Лос-Анджелес» та «Клуб Америка» кваліфікується на Клубний чемпіонат світу.[23][24][25][26] 31 травня «Лос-Анджелес» переміг «Клуб Америка» з рахунком 2:1 у додатковий час та виборов собі місце у турнірі.[27]